# Мостовой, Андрей Владимирович
Андре́й Влади́мирович Мостово́й (укр. Андрій Володимирович Мостовий; род. 24 января 1988, Обухов) — украинский футболист, полузащитник

## Биография
Родился 24 января 1988 года в городе Обухове, Киевской области
С шести лет начал заниматься футболом, сначала в местной ДЮСШ, после чего был приглашён в киевскую школу ДЮСШ-15.
В 2005 году подписал профессиональный контракт с второлиговским «Днепром» (Черкассы), которому уже в первом сезоне помог выйти в первую лигу, где и играл до конца 2007 года, после чего перешёл в «Княжу» (Счастливое), за которую выступал до конца года.
После того, как в конце 2008 года «Княжа» была расформирована, Мостовой перешёл в премьерлиговский ФК «Львов», однако до конца сезона так и не сыграл ни одной игры в чемпионате, который «львы» завершили в зоне вылета и покинули элитный дивизион. Со следующего сезона Мостовой постепенно стал игроком основного состава.
Летом 2011 года, на правах свободного агента перешёл в киевский «Арсенал», однако так и не смог дебютировать в Премьер-лиге и выступал лишь в молодёжном чемпионате, сыграв у 26 матчах.
Из-за этого уже через год, 11 августа 2012 года Мостовой вернулся в первую лигу, подписав контракт с ахтырским «Нефтяником-Укрнефтью».
С сезона 2013/14 выступал за кировоградскую «Звезду». В составе команды, в 2016 году стал чемпионом среди команд Первой лиги, однако по окончании сезона покинул клуб. В июле 2016 года перешёл в черниговскую «Десну».

## Достижения
«Звезда»
- Победитель Первой лиги: 2015/16

«Десна»
- Серебряный призёр Первой лиги: 2016/17
- Бронзовый призёр Первой лиги: 2017/18.